# Oswald Bieber

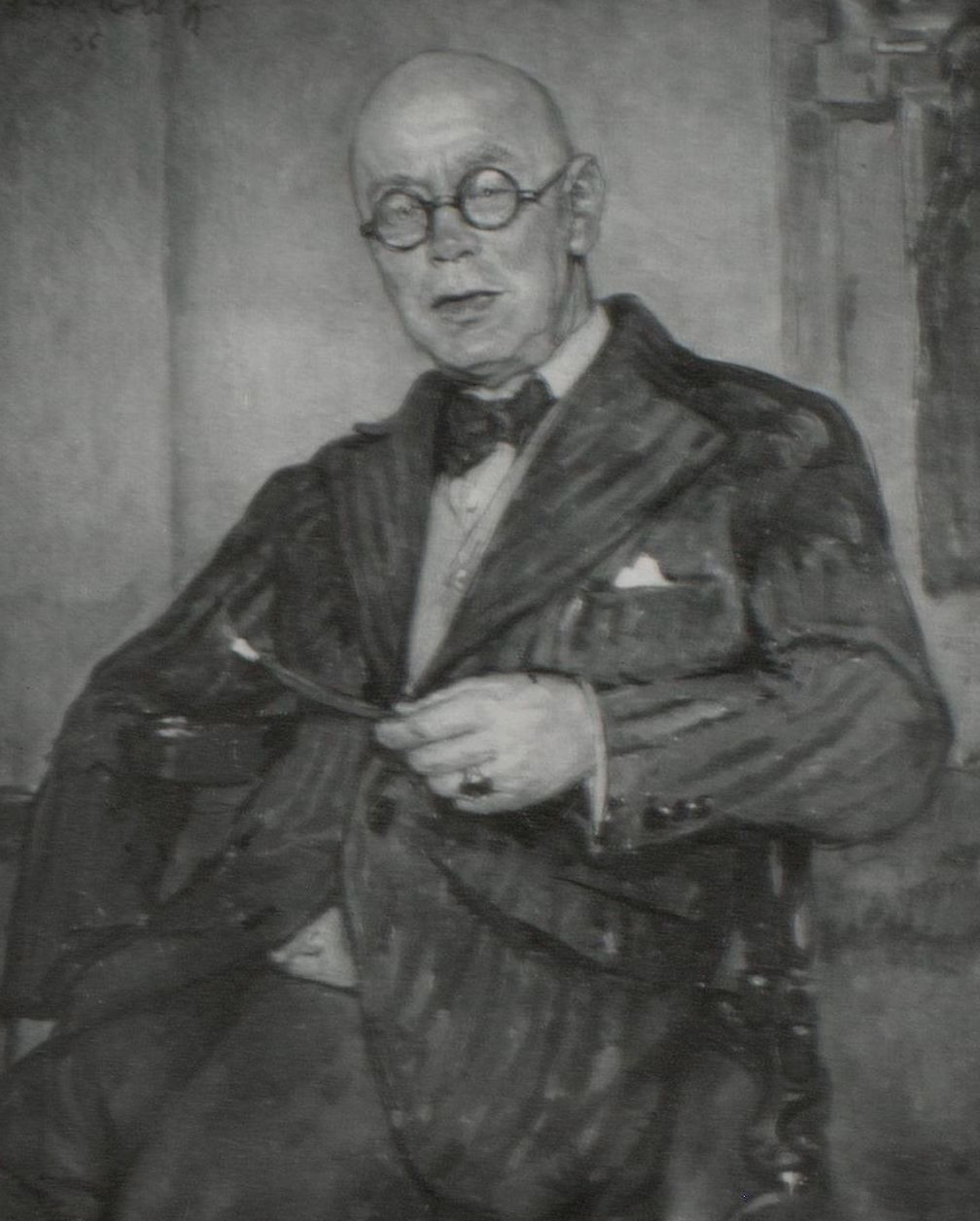
Oswald Bieber, Porträt von Paul Roloff

Oswald Eduard Bieber (* 6. September 1874 in Pockau; † 31. August 1955 in München) war ein deutscher Architekt.

## Leben
Bieber wurde als Sohn eines Zimmermanns geboren und besuchte parallel zu einer Lehre im Bauhandwerk die Baugewerkschule in Chemnitz. Weitere Ausbildung erhielt er von einem seiner älteren Brüder, Ernst Louis Bieber in Chemnitz, ebenfalls Architekt. Von 1897 bis 1900 arbeitete er im Dresdner Architekturbüro Schilling & Graebner. 1900 kam er nach München und arbeitete sechs Jahre lang beim Stadtbauamt unter Stadtbaurat Hans Grässel, in dieser Zeit beteiligte er sich auch an zahlreichen Architekturwettbewerben. Von 1906 bis 1911 war er künstlerischer Mitarbeiter im Büro von Georg Meister in München.
Auf einen Wettbewerbs-Erfolg hin machte er sich 1911 gemeinsam mit dem Architekten Wilhelm Hollweck (als Architekturbüro „Bieber und Hollweck“) in München selbstständig, diese Sozietät bestand bis 1930. Am Ersten Weltkrieg nahm Bieber als Soldat einer Pioniereinheit teil.
Anfang 1918 wurde Bieber mit dem Professoren-Titel ausgezeichnet (vgl. Titularprofessor). 1922 wurde er zum Ehrenmitglied der Bayerischen Akademie der bildenden Künste in München ernannt, nach ihrer Neugründung 1951 zum ordentlichen/regulären Mitglied. Seit 1924 war er ordentliches Mitglied der Preußischen Akademie der Künste in Berlin, zudem war er Mitglied im Deutschen Werkbund (DWB) und im Bund Deutscher Architekten (BDA). Mit dem Bayerischen Maximiliansorden für Wissenschaft und Kunst wurde er 1932 ausgezeichnet.
In der Zeit des Nationalsozialismus erhielt Bieber vermehrt Aufträge, er gehörte zu den Vertrauensarchitekten des Generalbaurats für die Hauptstadt der Bewegung unter der Leitung von Hermann Giesler. Zu seinen bekanntesten Bauten aus dieser Zeit zählen die Kaserne der SS-Standarte 1 „Deutschland“ in München-Freimann (erbaut 1936–1939, heutige Ernst-von-Bergmann-Kaserne) und das sogenannte Haus des Deutschen Rechts in München (erbaut 1936 bis 1939), das im III. Reich Sitz der Akademie für Deutsches Recht war. Er ist auf der Gottbegnadeten-Liste von Goebbels als wichtiger Architekt des NS-Staats aufgeführt. Goebbels ernannte ihn außerdem 1935 zum Mitglied des Reichskultursenats.
1949 wurde Bieber zum ordentlichen Mitglied der Bayerischen Akademie der Künste gewählt. Nach dem Zweiten Weltkrieg war Bieber mit Wiederaufbauarbeiten am Deutschen Museum und an verschiedenen Kirchen in München beschäftigt, zuletzt arbeitete er auch mit seinem Sohn Peter Bieber zusammen.
In München-Pasing ist ein Weg nach Oswald Bieber benannt. Aufgrund seiner zahlreichen Verstrickungen in den Nationalsozialismus wird eine Umbenennung des Weges erwogen. Oswald Bieber wurde vom Stadtarchiv München als eine von 44 weiteren Persönlichkeiten gelistet, die für eine Namensgebung Münchener Straßen als unpassend erachtet wurden. Eine finale Entscheidung steht aus.

## Bauten (Auswahl)

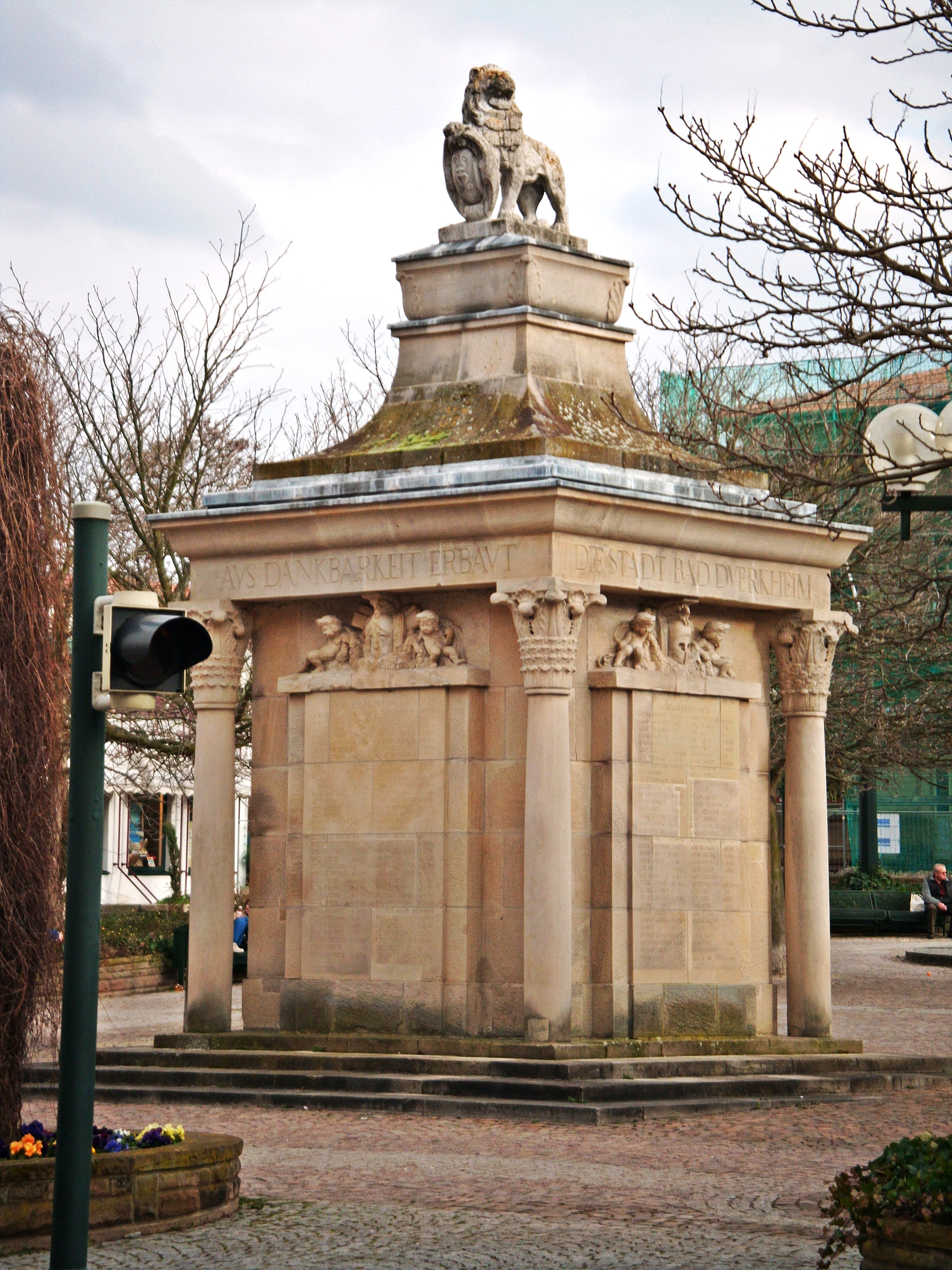
Kriegerdenkmal in Bad Dürkheim (1911)

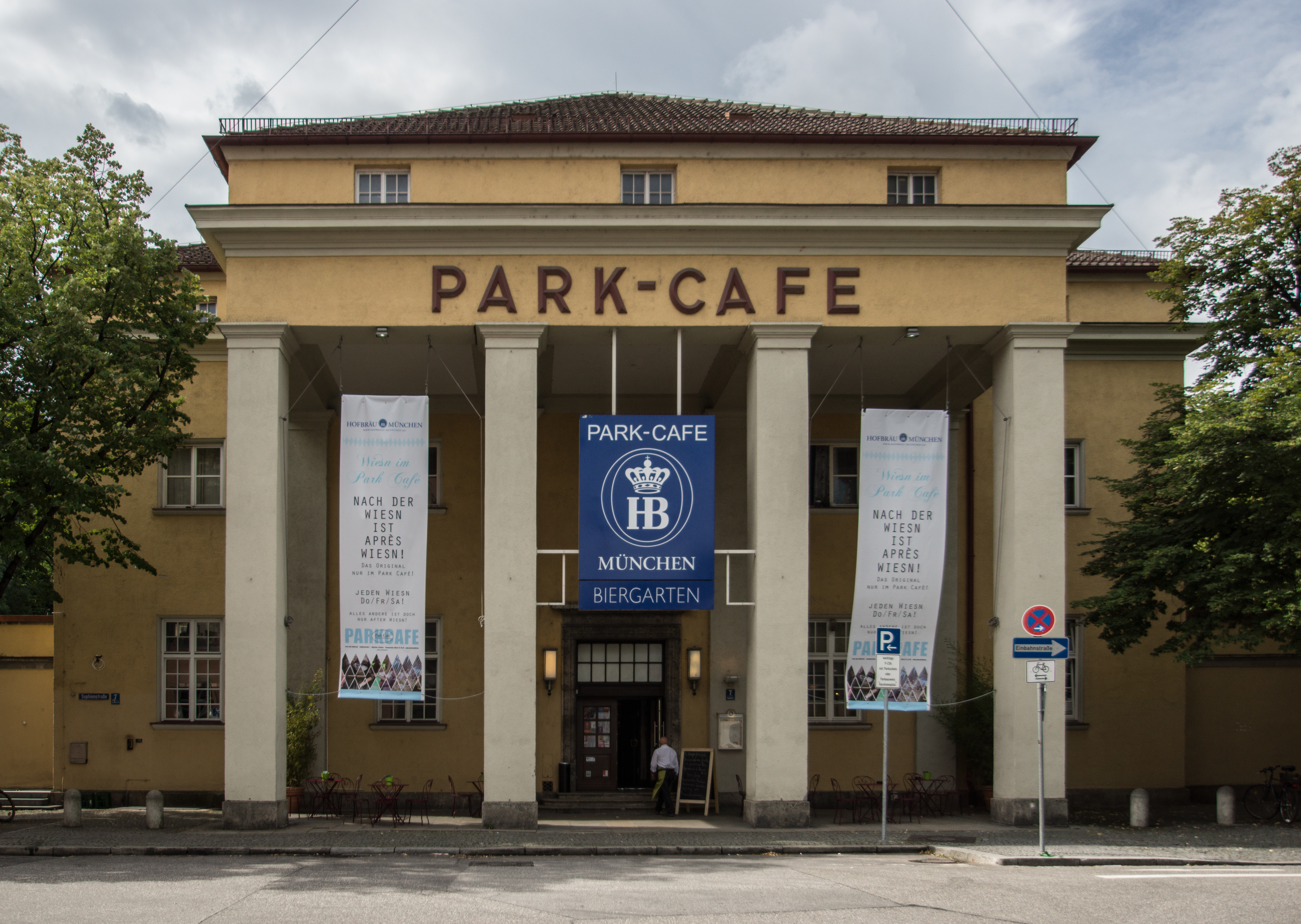
Parkcafé in München (1937)

- 1908–1910: Arco-Palais in München (als Mitarbeiter von Georg Meister)
- 1910–1911: Verwaltungsgebäude der Versicherungsgesellschaft „Thuringia“ in München, Widenmayerstraße (als Mitarbeiter von Georg Meister)
- 1911: Kriegerdenkmal 1870/1871 in Bad Dürkheim, Bahnhofsvorplatz
- 1911–1913: Verwaltungsgebäude der Münchener Rückversicherungs-Gesellschaft in München-Schwabing, Königinstraße
- 1924–1929: Wohnbebauung, sog. „Borstei“ in München-Moosach, Dachauer Straße (gemeinsam mit Bernhard Borst)
- 1920–1925: Fertigstellung des Ausstellungstrakts des Deutschen Museums in München (begonnen von Gabriel von Seidl und Emanuel von Seidl)
- 1925: Ausstellungsgebäude „Bayerisches Kunsthandwerk“ in München
- 1925–1926: Villa für Richard Willstätter in München, Möhlstraße 29[4]
- 1926: Villa in Dresden
- 1928–1929: Verwaltungsgebäude für das Landeskirchenamt München in München, Katharina-von-Bora-Straße 13
- 1928–1930: evangelisch-lutherische Pfarrkirche St. Johannes in Augsburg-Oberhausen
- 1933–1934: römisch-katholische Pfarrkirche Maria Heimsuchung in München-Westend, Ridlerstraße
- 1934–1938: Kaserne der SS-Standarte 1 „Deutschland“ (heute Ernst-von-Bergmann-Kaserne) in München-Harthof (in Zusammenarbeit mit diversen anderen Münchener Architekten?)
- 1935–1937: Parkcafé im Alten Botanischen Garten in München
- 1936–1939: Haus des Deutschen Rechts in München, Ludwigstraße 28
- 1935–1936: Rathaus in Garmisch-Partenkirchen (außerdem Fassadenbemalungen bei Gebäuden an der Bahnhofstraße und am Rathausplatz)
- 1936: Kunstpavillon München
- 1954–1955: römisch-katholische Pfarrkirche Maria Himmelfahrt in München-Allach